# Barring
Die Barring (Plural: Barrings) sind Träger, die von einer zur anderen Schiffseite reichen oder ist ein ganzes Gerüst auf dem Oberdeck von Segelschiffen zur Aufbewahrung von Reservespieren und -rundhölzern sowie zur seefesten Lagerung von Beibooten. Das können Barkassen und Pinassen sein. Es steht zwischen Fockmast und Großmast und kann auf kleineren Schiffen das Barringsdeck tragen.